# (1245) Calvinia
(1245) Calvinia ist ein Asteroid des Hauptgürtels, der am 26. Mai 1932 vom südafrikanischen Astronomen Cyril V. Jackson in Johannesburg entdeckt wurde.
Der Name ist von der südafrikanischen Stadt Calvinia abgeleitet.